# 男鹿線
男鹿線（おがせん）は、秋田県秋田市の追分駅と同県男鹿市の男鹿駅を結ぶ、東日本旅客鉄道（JR東日本）の鉄道路線（地方交通線）である。奥羽本線秋田駅 - 追分駅間を含む秋田駅 - 男鹿駅間には「男鹿なまはげライン」の愛称が付けられている。
男鹿半島の南側を日本海に沿って走る。海側からの強風等に備え、沿線には防風林が整備されている箇所が多い。羽立駅からは男鹿温泉郷方面、男鹿駅からは門前方面へ秋田中央トランスポートなどの路線バスが発着している。

## 路線データ
- 管轄（事業種別）：東日本旅客鉄道（第一種鉄道事業）
- 区間・路線距離（営業キロ）：追分 - 男鹿 26.4 km
- 軌間：1,067 mm
- 駅数：9（起点駅含む）
  - 男鹿線所属駅に限定した場合、起点の追分駅（奥羽本線所属[4]）が除外され、8駅となる。
- 複線区間：なし（全線単線）
- 電化区間：なし（全線非電化）
  - ただし、男鹿駅構内は、蓄電池駆動電車の充電用に交流20,000 V 50 Hzで電化。
- 閉塞方式：特殊自動閉塞式[2]
- 保安装置：ATS-SN[3]
- 最高速度：85 km/h
- 運転指令所：秋田総合指令室（CTC）
- IC乗車カード対応区間：全線（Suica秋田エリア）

全線秋田支社の管轄である。

## 運行形態
普通列車のみで1日15往復運行されている。約1時間間隔運転であるものの、日中時間帯は1時間半以上間隔が開く時間帯がある。かつては一部の列車に線内運転があったが、現在は全列車が奥羽本線秋田駅まで直通する。全列車でワンマン運転（駅で運賃収受を行う都市型ワンマン）を行っている。

## 車両
2021年3月13日のダイヤ改正以降、全ての列車が秋田総合車両センター南秋田センター所属の蓄電池電車EV-E801系「ACCUM」（アキュム）により運行されている。
EV-E801系は2017年3月4日のダイヤ改正から運用を開始した。2020年12月18日には、JR東日本秋田支社から本系列の追加投入が発表され、上掲2021年3月13日のダイヤ改正で、在来のキハ40系列（キハ40・48形）を全て置き換えた。また、同改正をもって連結車両数に関係なく全列車でワンマン運転を開始し、従来の先頭車両での車内精算型から、すべての車両のドアで乗降でき、運賃収受は駅で行う都市型ワンマンへと変更している。線内でのSuica（交通系ICカード）は追分駅（自動改札機設置）を除き各駅の簡易Suica改札機での入出場対応となる。
EV-E801系導入以前は同じく秋田総合車両センター南秋田センター所属のキハ40系列により運行されており、車外扉横付近にはなまはげのイラストが描かれていたが、これはEV-E801系にも踏襲されている。
EV-E801系導入後は、2両または4両で運転されている。キハ40系列時代は、最大5両での運転があった。
1994年7月19日まではDD51形ディーゼル機関車牽引による客車列車も運行されていた。

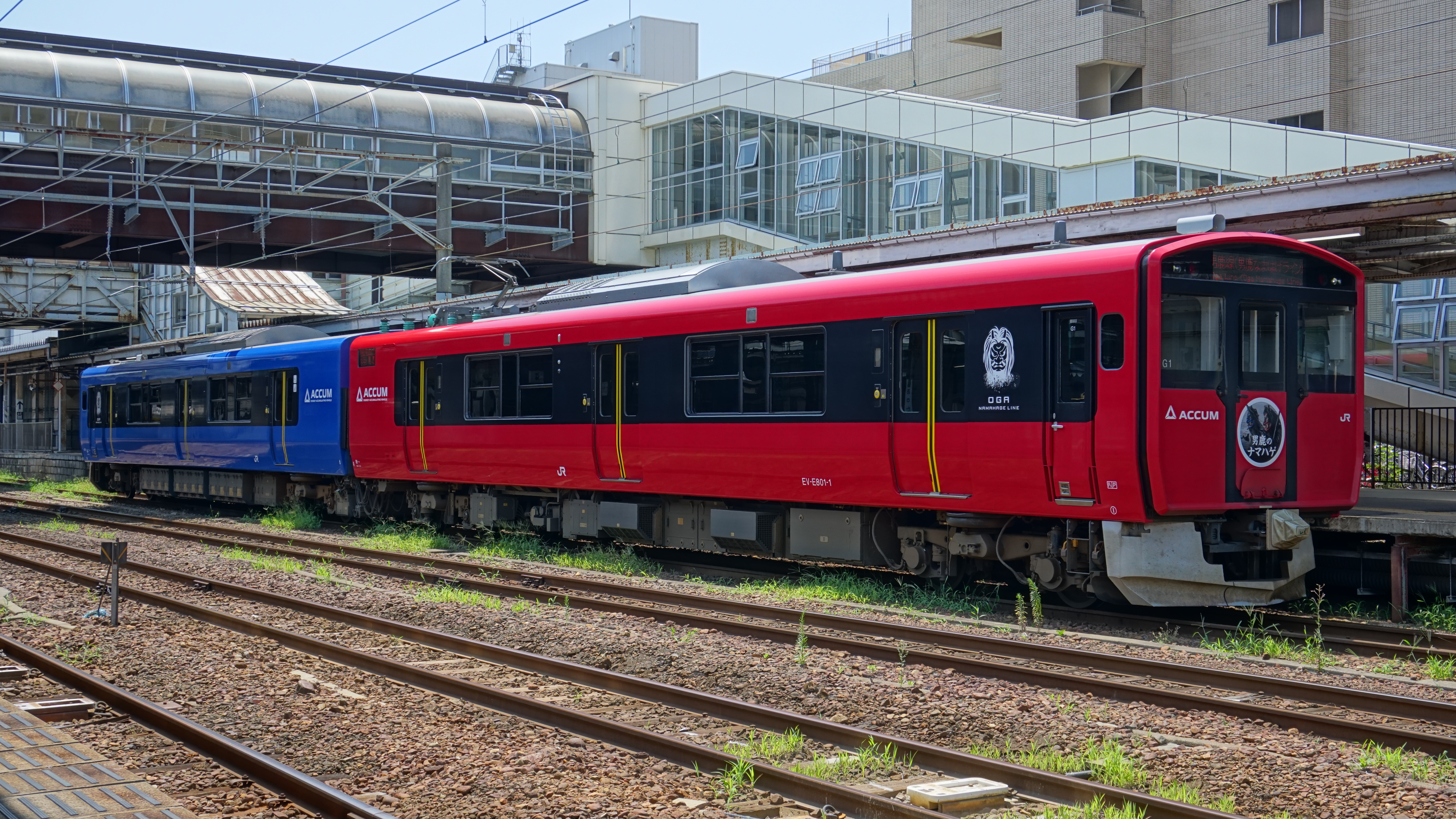
2017年に営業運転を開始したEV-E801系 （2019年8月3日 秋田駅）
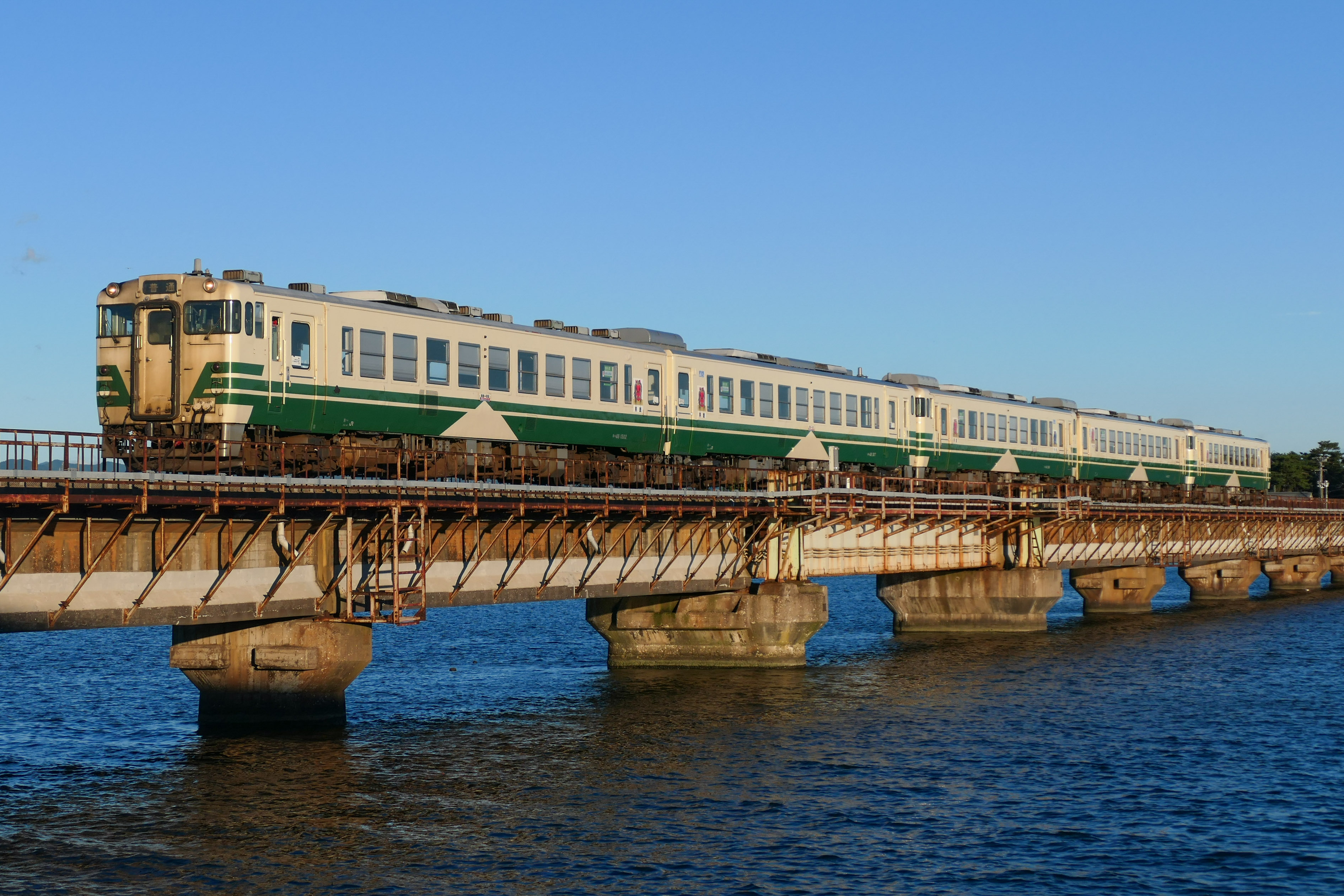
男鹿線用のキハ40系 （2020年9月2日　天王駅 - 船越駅間）

## 歴史

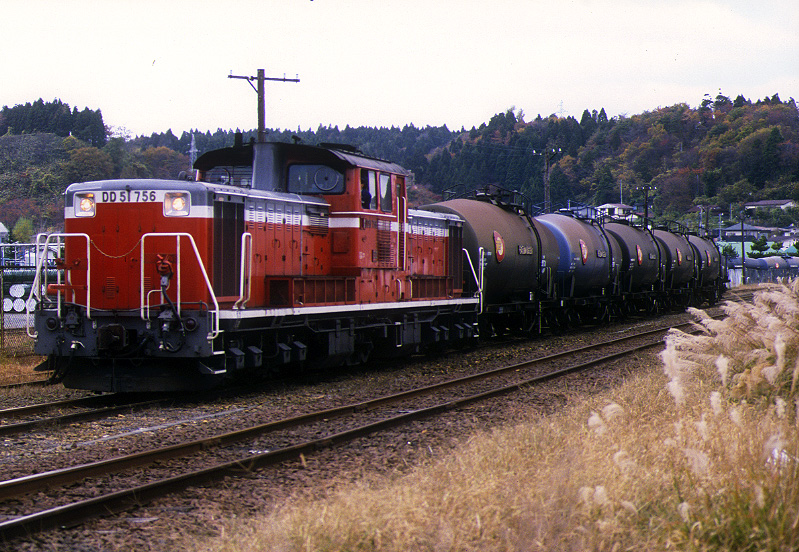
廃止された貨物専業区間を行く貨物列車（2000年11月16日）

秋田と男鹿半島の船川（船川港）を結ぶため、軽便鉄道法を準用して建設された路線である。1913年（大正2年）から1916年（大正5年）にかけて船川軽便線（ふなかわけいべんせん）として全通した。1922年（大正11年）、船川線（ふなかわせん）に改称。1937年（昭和12年）には、貨物線が船川港へ延長された。1968年には沿線の観光振興のため、船川駅を男鹿駅に改称、線名も男鹿線と改められている。
1980年（昭和55年）頃まで季節列車である上野発着の夜行急行「おが」が男鹿線に乗り入れ、秋田 - 男鹿間を普通列車、後に快速列車として運転（停車駅：土崎、追分、二田、船越、脇本）されていたこともあったが、客車列車のため加減速性能が低く、また列車交換のための待ち合わせを要するなどの理由により、男鹿 - 秋田間を1時間4分 - 1時間19分（快速として運転していた1980年9月時点）要し、気動車による各駅停車の普通列車より遅かった。
1987年（昭和62年）の国鉄分割民営化後も、沿線で産出される石油を輸送する貨物列車が運転されていたが、2001年（平成13年）3月30日に廃止された。

### 年表
- 1913年（大正2年）11月9日 【開業】船川軽便線追分 - 二田 (10.4 km) 【駅開業】二田
- 1914年（大正3年）11月8日 【延伸開業】二田 - 脇本 (8.5 km) 【駅開業】船越、脇本
- 1915年（大正4年）12月1日 【延伸開業】脇本 - 羽立 (4.8 km) 【駅開業】羽立
- 1916年（大正5年）12月16日 【延伸開業・全通】羽立 - 船川 (2.9 km) 【駅新設】船川
- 1922年（大正11年）9月2日 【線名改称】船川線[12]
- 1937年（昭和12年）6月10日 【延伸開業】船川 - 船川港 (1.8 km)（貨物線） 【駅新設】（貨）船川港
- 1950年（昭和25年）7月25日 【仮乗降場新設】出戸
- 1951年（昭和26年）12月25日 【仮乗降場→駅・改称】出戸→出戸浜
- 1956年（昭和31年）11月26日 【駅新設】上二田、天王
- 1964年（昭和39年）4月10日 天王 - 船越間の八郎川橋りょう（可動橋）使用開始[13]
- 1968年（昭和43年）4月1日 【線名改称】男鹿線 【駅名改称】船川→男鹿
- 1987年（昭和62年）4月1日 【承継】東日本旅客鉄道（第1種：追分 - 男鹿 26.6 km）、日本貨物鉄道（第2種：追分 - 男鹿 26.6 km、第1種：男鹿 - 船川港 1.8 km）
- 1991年（平成3年）3月26日 CTC化[14]。
- 1992年（平成4年）3月14日 全線でワンマン運転を開始[15]。
- 2002年（平成14年）1月1日 【第一種鉄道事業廃止】男鹿 - 船川港 (-1.8 km)[16] 【第二種鉄道事業廃止】追分 - 男鹿 (-26.6 km) [16]【駅廃止】（貨）船川港
- 2004年（平成16年）9月17日 奥羽本線の秋田 - 追分間を含む秋田 - 男鹿間の愛称を「男鹿なまはげライン」とする。同年10月16日より案内開始[17]。
- 2017年（平成29年）3月4日 蓄電池駆動電車EV-E801系「ACCUM」が運行開始。
- 2018年（平成30年）7月1日 【駅移転】男鹿 【営業キロ改定】羽立 - 男鹿 (-0.2 km)[18]。
- 2021年（令和3年）3月13日 ダイヤ改正により、全ての列車をEV-E801系電車によるワンマン運転に統一し、かつ都市型ワンマンに変更[9]。東北地方における都市型ワンマン運転は栃木・福島の県境越区間に次いで2例目。
- 2023年（令和5年）5月27日：全線でICカード「Suica」の利用が可能となる[10][19]。

## 駅一覧
便宜上、全列車が直通する奥羽本線秋田駅 - 追分駅間を含む、「男鹿なまはげライン」の愛称区間である秋田駅 - 男鹿駅間について記載。なお、奥羽本線内の貨物駅は省略。
- 全列車普通列車（すべての駅に停車）
- 累計営業キロは追分駅起算
- 線路 … ||：複線（奥羽本線内）、∨：ここから下は単線、◇・｜・∧：単線（◇・∧は列車交換可能）
- 全駅秋田県内に所在
- 男鹿駅の電化設備は駅構内の1線のみで蓄電池駆動電車の充電用（交流20,000 V 50 Hz）。

| 路線名   | 電化状況 | 駅名       | 営業キロ | 営業キロ | 接続路線・備考                                                       | 線路   | 所在地 |
| 路線名   | 電化状況 | 駅名       | 駅間     | 累計     | 接続路線・備考                                                       | 線路   | 所在地 |
| -------- | -------- | ---------- | -------- | -------- | -------------------------------------------------------------------- | ------ | ------ |
| 奥羽本線 | 交流電化 | 秋田駅     | -        | 13.0     | 東日本旅客鉄道：■ 秋田新幹線・■奥羽本線（大曲・湯沢方面）・■羽越本線 | \|\|   | 秋田市 |
| 奥羽本線 | 交流電化 | 泉外旭川駅 | 3.1      | 9.9      |                                                                      | \|\|   | 秋田市 |
| 奥羽本線 | 交流電化 | 土崎駅     | 4.0      | 5.9      |                                                                      | \|\|   | 秋田市 |
| 奥羽本線 | 交流電化 | 上飯島駅   | 2.5      | 3.4      |                                                                      | \|\|   | 秋田市 |
| 奥羽本線 | 交流電化 | 追分駅     | 3.4      | 0.0      | 東日本旅客鉄道：■奥羽本線（八郎潟・東能代方面）                      | ∨      | 秋田市 |
| 男鹿線   | 交流電化 | 追分駅     | 3.4      | 0.0      | 東日本旅客鉄道：■奥羽本線（八郎潟・東能代方面）                      | ∨      | 秋田市 |
| 非電化   | 出戸浜駅 | 5.1        | 5.1      |          | ｜                                                                   | 潟上市 |        |
| 非電化   | 上二田駅 | 3.2        | 8.3      |          | ｜                                                                   | 潟上市 |        |
| 非電化   | 二田駅   | 2.1        | 10.4     |          | ◇                                                                    | 潟上市 |        |
| 非電化   | 天王駅   | 2.8        | 13.2     |          | ｜                                                                   | 潟上市 |        |
| 非電化   | 船越駅   | 1.7        | 14.9     |          | ｜                                                                   | 男鹿市 |        |
| 非電化   | 脇本駅   | 4.0        | 18.9     |          | ◇                                                                    | 男鹿市 |        |
| 非電化   | 羽立駅   | 4.8        | 23.7     |          | ｜                                                                   | 男鹿市 |        |
| 電化     | 男鹿駅   | 2.7        | 26.4     |          | ∧                                                                    | 男鹿市 |        |

2023年度の時点で、JR東日本自社による乗車人員集計の対象駅は、秋田駅・土崎駅・追分駅・二田駅・男鹿駅である。それ以外の駅は完全な無人駅のため集計対象から外されている。

### 廃止区間
貨物支線
男鹿駅 - 船川港駅

## 利用状況

### 平均通過人員
各年度の平均通過人員（人/日）は以下のとおりである。
| 年度                   | 平均通過人員（人/日） | 出典   |
| 年度                   | 追分 - 男鹿           | 出典   |
| ---------------------- | --------------------- | ------ |
| 1987年度（昭和62年度） | 4,610                 | [ 21 ] |
| 2011年度（平成23年度） | 2,413                 | [ 21 ] |
| 2012年度（平成24年度） | 2,319                 | [ 21 ] |
| 2013年度（平成25年度） | 2,282                 | [ 21 ] |
| 2014年度（平成26年度） | 2,080                 | [ 21 ] |
| 2015年度（平成27年度） | 2,106                 | [ 21 ] |
| 2016年度（平成28年度） | 2,055                 | [ 22 ] |
| 2017年度（平成29年度） | 1,951                 | [ 22 ] |
| 2018年度（平成30年度） | 1,877                 | [ 22 ] |
| 2019年度（令和元年度） | 1,781                 | [ 23 ] |
| 2020年度（令和02年度） | 1,543                 | [ 23 ] |
| 2021年度（令和03年度） | 1,410                 | [ 23 ] |
| 2022年度（令和04年度） | 1,438                 | [ 23 ] |
| 2023年度（令和05年度） | 1,390                 | [ 24 ] |

### 収支・営業系数
各年度の収支（運輸収入、営業費用）、営業係数、収支率は以下のとおりである。▲はマイナスを意味する。
| 年度                   | 収支（百万円） | 収支（百万円） | 収支（百万円） | 営業 係数 （円） | 収支率 | 出典   |
| 年度                   | 運輸 収入      | 営業 費用      | 計             | 営業 係数 （円） | 収支率 | 出典   |
| ---------------------- | -------------- | -------------- | -------------- | ---------------- | ------ | ------ |
| 2019年度（令和元年度） | 138            | 1,224          | ▲1,086         | 885              | 11.3%  | [ 25 ] |
| 2020年度（令和02年度） | 104            | 1,194          | ▲1,090         | 1,144            | 8.7%   | [ 25 ] |
| 2021年度（令和03年度） | 99             | 936            | ▲836           | 942              | 10.6%  | [ 26 ] |
| 2022年度（令和04年度） | 101            | 958            | ▲856           | 941              | 10.6%  | [ 27 ] |